# Урджар (река)
Урджар (Уржар) — одна из трёх основных рек бассейна озера Алаколь. Протекает по территории Абайской области Казахстана. Протяжённость реки составляет 206 км, площадь водосбора — 5280 км².
Урджар образуется в южной части горного хребта Тарбагатай, между вершинами Маралчеку и Тастау, где сливаются два горных ключа. Имеет смешанное питание: снегово-ледниковое и грунтовое. Основные притоки — реки Кусак и Таректы. Течёт на юг, в низине течение замедляется. Ниже урочища Акжар расширяется, разбиваясь на рукава, образует заболоченную дельту. Впадает в озеро Алаколь с севера у села Камыскала (быв. Рыбачье).
Вода пригодна для питья, используется для орошения. Дельта реки Урджар, как и Катынсу, является самой загрязнённой в регионе, так как на реке расположен посёлок Урджар, райцентр одноимённого района республики Казахстан.